# Borki (gmina w guberni kaliskiej)
Borki – dawna gmina wiejska istniejąca w XIX wieku w guberni kaliskiej. Siedzibą władz gminy były Borki.
Za Królestwa Polskiego gmina Borki należała do powiatu łęczyckiego w guberni kaliskiej.
Gmina została zniesiona w 1874 roku, a jej obszar włączono do gminy Tkaczew.